# Szorb nyelv
A szorb nyelv (felső szorbul: serbsce ; alsó szorbul: serbski) két szorosan kapcsolódó a szláv kisebbség (szorbok) által beszélt nyelv a Lausitz régióban, Németország keleti részén. A szorb az indoeurópai nyelv nyugati szláv ágához tartozik. Történelmileg a nyelv mint vend vagy luzsicai volt ismert. A közös ISO 639-2 kód: wen. A nyelv közeli rokonságban van a lengyel, kasub, cseh és szlovák nyelvekkel.
A felső szorbot (hornjoserbsce) kb. 40 000-en beszélik Szászországban, míg az alsó szorbot (dolnoserbski) csak kb. 10 000-en Brandenburgban. A vidék, ahol a két nyelvet beszélik, Luzsica néven ismert (Łužica felső szorbul, Łužyca alsó szorbul illetve Lausitz németül).

## Története
Miután a szorbok szláv ősei az 5. és a 6. században letelepedtek a korábban germán területeken (a rész nagyjából egybeesik a volt Kelet-Németország területével), a szorb nyelv (vagy elődei) több évszázadon keresztül használatban volt Kelet-Németország déli felében, és még mindig tartja magát (felső és alsó) Lausitz-ban, ahol nemzeti védelmet és támogatást élvez a mai napig. Luzsicán kívül a nyelv eltűnt és a német vette át a helyét, a 13. században indult hivatalos diszkrimináció következtében. A nyomtatott nyelv a Biblia szorb fordítása alkalmával alakult ki.

## Földrajzi elterjedése

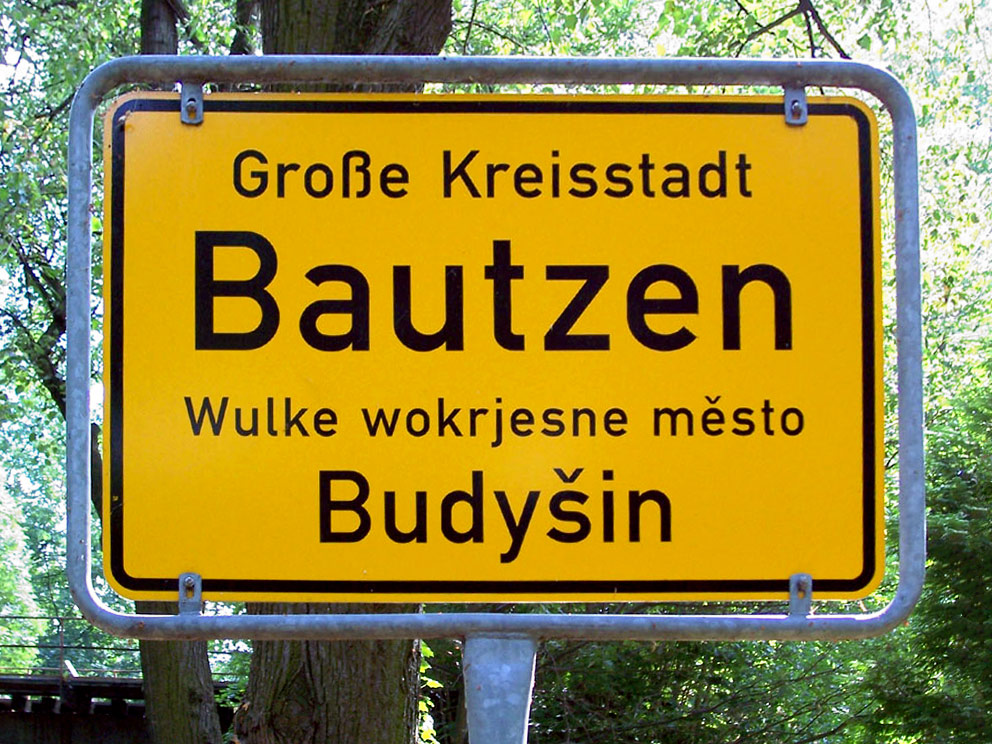
Bautzen kétnyelvű helységnévtáblája

Németországban a felső és alsó szorb hivatalosan elismert és védett nyelv. A szorbok lakta területeken mindkét nyelv hivatalos kisebbségi nyelv.
Bautzen város, Felső-Lausitz és a felső szorb kultúra központja. Kétnyelvű táblák láthatók mindenhol a városban, beleértve a város nevét: Bautzen/Budyšin.
Cottbus várost (Chóśebuz) tartják az alsó szorb kultúra központjának. Itt is kétnyelvű táblák találhatók.
Szorbot beszéltek Serbin kis szorb (vend) településen a texasi Lee megyében, és lehetséges, hogy még ma is vannak egy páran akik még mindig szorbul beszélnek. Egészen a közelmúltig az újságok ott szorb nyelven jelentek meg. A helyi nyelvjárást erősen befolyásolták a körülvevő angol és német nyelvű közösségek.
Míg a régi német eredetű "vend" megnevezést, amely valamikor általánosan "szlávot" jelölt, megtartották az amerikai és ausztrál közösségek, többnyire nem használják a szorb közösségekre Németországban, mert sok szorb sértőnek fogja fel ezt a elnevezést.

## Nyelvi jellegzetességek
A felső és alsó szorb megőrizte a kettős számot (duális) a főnév, névmás, melléknév és az ige esetében amit nagyon kevés élő indoeurópai nyelv tartott meg. Például a ruka szót használják egy kéz, a ruce szót két kéz és a ruki szót több mint két kéz esetében. Mint a legtöbb szláv nyelv, a szorb sem használ névelőket.

### Ragozás
A szorb nyelvben 6 vagy 7 nyelvtani eset fordul elő:
- alanyeset (nominativus)
- tárgyeset (accusativus)
- részes eset (dativus)
- birtokos eset (genitivus)
- eszközhatározói eset (instrumentalis)
- locativus
- megszólító eset (vocativus, csak a felső szorbban)

| Eset               | nan apa     | nan apa    | štom fa     | bom fa     | wokno ablak | wokno ablak    |
| ------------------ | ----------- | ---------- | ----------- | ---------- | ----------- | -------------- |
|                    | Felső szorb | Alsó szorb | Felső szorb | Alsó szorb | Felső szorb | Alsó szorb     |
| 1. Alany           | nan         | nan        | štom        | bom        | wokno       | wokno          |
| 2. Birtokos        | nana        | nana       | štoma       | boma       | wokna       | wokna          |
| 3. Részes          | nanej       | nanoju     | štomej      | bomoju     | woknu       | woknoju, woknu |
| 4. Tárgy           | nana        | nana       | štom        | bom        | wokno       | wokno          |
| 5. Eszközhatározói | z nanom     | z nanom    | ze štomom   | z bomom    | z woknom    | z woknom       |
| 6. Locativus       | wo nanje    | wó nanje   | na štomje   | na bomje   | na woknje   | na woknje      |
| 7. Megszólító      | nano        | —          | štomo       | —          | —           | —              |

| Eset               | ramjo váll  | ramje váll, hónalj   | žona asszony | žeńska asszony, feleség | ruka kéz    | ruka kéz   |
| ------------------ | ----------- | -------------------- | ------------ | ----------------------- | ----------- | ---------- |
|                    | Felső szorb | Alsó szorb           | Felső szorb  | Alsó szorb              | Felső szorb | Alsó szorb |
| 1. Alany           | ramjo       | ramje                | žona         | žeńska                  | ruka        | ruka       |
| 2. Birtokos        | ramjenja    | ramjenja             | žony         | žeńskeje                | ruki        | ruki       |
| 3. Részes          | ramjenju    | ramjenjeju, ramjenju | žonje        | žeńskej                 | ruce        | ruce       |
| 4. Tárgy           | ramjo       | ramje                | žonu         | žeńsku                  | ruku        | ruku       |
| 5. Eszközhatározói | z ramjenjom | z ramjenim           | ze žonu      | ze žeńskeju             | z ruku      | z ruku     |
| 6. Locativus       | wo ramjenju | wó ramjenju          | wo žonje     | wó žeńskej              | w ruce      | w ruce     |

### Összehasonlítás
Néhány szorb szó összehasonlítása a többi szláv nyelvekkel.
| Magyar | Felső szorb | Alsó szorb | Horvát       | Cseh   | Lengyel  | Elbai szláv | Kasub    | Szlovák | Sziléziai | Ukrán             | Szerb           |
| ------ | ----------- | ---------- | ------------ | ------ | -------- | ----------- | -------- | ------- | --------- | ----------------- | --------------- |
| ember  | čłowjek     | cłowjek    | čovjek       | člověk | człowiek | clawak      | człowiek | človek  | człowiyk  | чоловік (čolowik) | човек (čovek)   |
| este   | wječor      | wjacor     | večer        | večer  | wieczór  | vicer       | wieczór  | večer   | wiyczōr   | вечір (wečir)     | вече (veče)     |
| fivér  | bratr       | bratš      | brat         | bratr  | brat     | brot        | brat     | brat    | bracik    | брат (brat)       | брат (brat)     |
| nap    | dźeń        | źeń        | dan          | den    | dzień    | dôn         | dzéń     | deň     | dziyń     | день (deń)        | дан (dan)       |
| kéz    | ruka        | ruka       | ruka         | ruka   | ręka     | ręka        | rãka     | ruka    | rynka     | рука (ruka)       | рука (ruka)     |
| hó     | sněh        | sněg       | snijeg       | sníh   | śnieg    | sneg        | sniég    | sneh    | śniyg     | сніг (snih)       | снег (sneg)     |
| nyár   | lěćo        | lěśe       | ljeto        | léto   | lato     | ljutü       | lato     | leto    | lato      | літо (lito)       | лето (leto)     |
| nővér  | sotra       | sotša      | sestra       | sestra | siostra  | sestra      | sostra   | sestra  | szwestra  | сестра (sestra)   | сестра (sestra) |
| hal    | ryba        | ryba       | riba         | ryba   | ryba     | raibo       | rëba     | ryba    | ryba      | риба (ryba)       | риба (riba)     |
| tűz    | woheń       | wogeń      | vatra *oganj | oheň   | ogień    | widin       | òdżin    | oheň    | ôgiyń     | вогонь (vohoń)    | ватра *огањ     |
| víz    | woda        | wóda       | voda         | voda   | woda     | wôda        | wòda     | voda    | woda      | вода (woda)       | вода (voda)     |
| szél   | wětr        | wětš       | vjetar       | vítr   | wiatr    | wjôter      | wiater   | vietor  | wiŏter    | вітер (witer)     | ветар (vetar)   |
| tél    | zyma        | zyma       | zima         | zima   | zima     | zaima       | zëma     | zima    | zima      | зима (zyma)       | зима (zima)     |

* tűzhely

## Fordítás
Ez a szócikk részben vagy egészben  a   Sorbian languages című angol Wikipédia-szócikk fordításán alapul.  Az eredeti cikk szerkesztőit annak laptörténete sorolja fel. Ez a jelzés csupán a megfogalmazás eredetét és a szerzői jogokat jelzi, nem szolgál a cikkben szereplő információk forrásmegjelöléseként.